# Placentia navarrai királyné
Placentia navarrai királyné

## Élete
Nem ismert sem a születési helye, sem pedig a születési ideje, csupán annyit tudni róla, hogy francia származású hölgy volt. 1068-ban hozzáment a körülbelül 30 éves IV. Száncsó navarra-i uralkodóhoz, akinek két örököst szült. Első fiuk, Gárszía sajnos nagyon korán meghalt, vagy már a születésekor, vagy pedig még kisgyermekként, valószínű, hogy egy gyermekbetegség következtében.
Annyi bizonyos, hogy hitvese 1076. június 4-én, körülbelül 38 éves korában elhunyt, ám hogy a királyné meddig élt, arról nem maradt fenn hiteles évszám, csupán annyi, hogy valamikor 1088. április 14. után halhatott meg.